# توني بيري
توني بيري (بالإنجليزية: Tony Perry)‏ هو عازف قيثارة أمريكي، ولد في 25 فبراير 1986 في تيخوانا في المكسيك.